# Thomas Jones (Footballspieler)
Thomas Quinn Jones (* 19. August 1978 in Big Stone Gap, Virginia) ist ein ehemaliger US-amerikanischer American-Football-Spieler. Er spielte von 2000 bis 2011 auf der Position des Runningbacks in der National Football League (NFL).

## Kindheit und Jugend
Thomas wurde in Big Stone Gap, Virginia als eines von sieben Kindern geboren. Sein Bruder Julius Jones wurde ebenfalls Footballspieler in der NFL.
In seiner Heimatstadt ging er zur Schule und lernte dort Football. 1996 wurde Thomas in der Sports Illustrated für die Reihe Faces in the Crowd ein Artikel gewidmet.

## College
Jones besuchte die University of Virginia, wo er von 1996 bis 1999 für das Collegeteam Football spielte. Er brach währenddessen mehrere Rekorde der Atlantic Coast Conference (ACC). Er beendete das College mit acht Conference- und fünfzehn Teamrekorden. 1999 wurde er von der Associated Press, den Football News, der Football Writers Association of America, der Walter Camp Foundation und der The Sporting News zum All-American gewählt. Bei der Wahl für die Vergabe der Heisman Trophy 1999 wurde er Achter. Während seiner Zeit auf dem College machte er seinen Bachelor in Psychologie.

## NFL

### Arizona Cardinals
Thomas Jones in der ersten Runde des NFL Drafts 2000 als siebter Spieler von den Arizona Cardinals ausgewählt. In den drei Spielzeiten bei Arizona erlief er 1.264 Yards und neun Touchdowns. Er hatte dabei häufig Verletzungsprobleme und konnte in nur einer Saison in jedem Spiel auflaufen. Jones wurde 2003 zu den Tampa Bay Buccaneers getauscht.

### Tampa Bay Buccaneers
In Tampa Bay spielte Jones eine verletzungsfreie Saison, in der er 627 Yards und drei Touchdowns erlief.

### Chicago Bears
2004 verpflichteten die Chicago Bears den Free Agent Jones, welcher einen mehrjährigen Vertrag unterschrieb. In seiner ersten Saison bei den Bears lief er 948 Yards und sieben Touchdowns. In seiner zweiten Saison erlief er 1.335 Yards und neun Touchdowns. Am 27. Juli 2006 verletzte sich Jones am Oberschenkel. In Anschluss an die Verletzung kämpfte er gegen Cedric Benson um die Rolle des ersten Runningbacks, welche er letztendlich gewann. 2006 wurde Jones und sein Bruder Julius das erste Geschwisterpaar, welches gleichzeitig eine 1000-Yards-Saison erreichte. 2006 zog er gemeinsam mit den Bears in den Super Bowl ein. Dort traf Jones auf seine Collegemitspieler John St. Clair und Terrence Wilkins von den Indianapolis Colts, welche Zimmergenossen auf der University of Virginia waren. Im Super Bowl XLI erlief Jones 112 Yards und fing Pässe für 18 Yards. Trotz durchschnittlichen 7,5 Yards je Lauf verloren die Bears mit 17:29 gegen die Colts.

### New York Jets
Am 5. März 2007 tauschten die Bears Jones und ihren Zweitrundenpick für den NFL Draft 2007 zu den New York Jets für deren Zweitrundenpick. Jones unterschrieb einen Vier-Jahres-Vertrag über 25 Millionen US-Dollar.
2007 lief Jones in 310 Versuchen 1.119 Yards, seine dritte 1000-Yards-Saison in Folge. Zusätzlich erzielte Jones seinen ersten Touchdown durch einen Fang, insgesamt erzielte er zwei Touchdowns. 2008 erzielte Jones 15 Touchdowns, davon zwei nach einem Pass, und lief 1.312 Yards. Für seine Leistungen wurde er in den Pro Bowl gewählt.
2009 folgte die fünfte 1,000-Yards-Saison in Folge. Die Saison beendete er mit den Jets im AFC Championship Game, wo sie gegen die Indianapolis Colts verloren. Im März 2010 gaben die Jets bekannt, dass sie den Vertrag mit Jones auflösen würden.

### Kansas City Chiefs
Jones unterschrieb am 9. März 2010 einen Zwei-Jahres-Vertrag bei den Kansas City Chiefs. Im 15. Woche der Saison 2010 erreichte er die Marke von 10.000 erlaufenen Yards. Er war der 25. Spieler in der Geschichte der NFL, welchem dies gelang.

## Statistik
Statistik zum Laufspiel
| Jahr   | Team | Spiele | Läufe | Yards  | Yards je Lauf | Längster Lauf | Touchdowns | First Downs | Fumbles | Fumbles verloren |
| ------ | ---- | ------ | ----- | ------ | ------------- | ------------- | ---------- | ----------- | ------- | ---------------- |
| 2000   | ARI  | 14     | 112   | 373    | 3,3           | 29            | 2          | 23          | 3       | 2                |
| 2001   | ARI  | 16     | 112   | 380    | 3,4           | 21            | 5          | 22          | 2       | 1                |
| 2002   | ARI  | 9      | 138   | 511    | 3,7           | 58            | 2          | 21          | 3       | 2                |
| 2003   | TB   | 16     | 137   | 627    | 4,6           | 61            | 3          | 25          | 3       | 1                |
| 2004   | CHI  | 14     | 240   | 948    | 4,0           | 54            | 7          | 49          | 2       | 1                |
| 2005   | CHI  | 15     | 314   | 1.335  | 4,3           | 42            | 9          | 61          | 2       | 2                |
| 2006   | CHI  | 16     | 296   | 1.210  | 4,1           | 30            | 6          | 61          | 1       | 1                |
| 2007   | NYJ  | 16     | 310   | 1.119  | 3,6           | 36            | 1          | 55          | 2       | 0                |
| 2008   | NYJ  | 16     | 290   | 1.312  | 4,5           | 59            | 13         | 63          | 2       | 1                |
| 2009   | NYJ  | 16     | 331   | 1.402  | 4,2           | 71            | 14         | 64          | 2       | 0                |
| 2010   | KC   | 16     | 245   | 896    | 3,7           | 70            | 6          | 39          | 3       | 1                |
| 2011   | KC   | 16     | 153   | 478    | 3,1           | 26            | 0          | 19          | 0       | 0                |
| Gesamt |      | 180    | 2.678 | 10.591 | 4,0           | 71            | 68         | 502         | 25      | 12               |

Statistik zum Passspiel
| Jahr   | Team | Spiele | Fänge | Versuche | Yards | Yards je Fang | Größter Raumgewinn nach Fang | Touchdowns | First Downs | Fumbles | Fumbles verloren |
| ------ | ---- | ------ | ----- | -------- | ----- | ------------- | ---------------------------- | ---------- | ----------- | ------- | ---------------- |
| 2000   | ARI  | 14     | 32    | –        | 208   | 6,5           | 20                           | 0          | 9           | 1       | 1                |
| 2001   | ARI  | 16     | 21    | –        | 151   | 7,2           | 18                           | 0          | 6           | 0       | 0                |
| 2002   | ARI  | 9      | 20    | –        | 113   | 5,7           | 17                           | 0          | 4           | 0       | 0                |
| 2003   | TB   | 16     | 24    | –        | 180   | 7,5           | 29                           | 0          | 9           | 1       | 1                |
| 2004   | CHI  | 14     | 56    | –        | 427   | 7,6           | 45                           | 0          | 16          | 0       | 0                |
| 2005   | CHI  | 15     | 26    | –        | 143   | 5,5           | 41                           | 0          | 6           | 0       | 0                |
| 2006   | CHI  | 16     | 36    | 47       | 154   | 4,3           | 21                           | 0          | 5           | 0       | 0                |
| 2007   | NYJ  | 16     | 28    | 34       | 217   | 7,8           | 25                           | 1          | 8           | 0       | 0                |
| 2008   | NYJ  | 16     | 36    | 42       | 207   | 5,8           | 19                           | 2          | 12          | 0       | 0                |
| 2009   | NYJ  | 16     | 10    | 18       | 58    | 5,8           | 28                           | 0          | 4           | 0       | 0                |
| 2010   | KC   | 16     | 14    | 20       | 122   | 8,7           | 20                           | 0          | 8           | 0       | 0                |
| 2011   | KC   | 16     | 5     | 7        | 43    | 8,6           | 27                           | 0          | 1           | 0       | 0                |
| Gesamt |      | 180    | 308   | 168      | 2.023 | 6,6           | 45                           | 3          | 88          | 2       | 2                |

## Trivia
Jones gab bekannt, dass er vorhabe nach seinem Tod sein Gehirn dem Sports Legacy Institute, welches den Zusammenhang zwischen Sport und Hirnverletzungen untersucht, zu spenden. 2015 hatte Jones in der Serie Being Mary Jane des Senders BET einen Gastauftritt.